# Saint-Joseph-des-Bancs

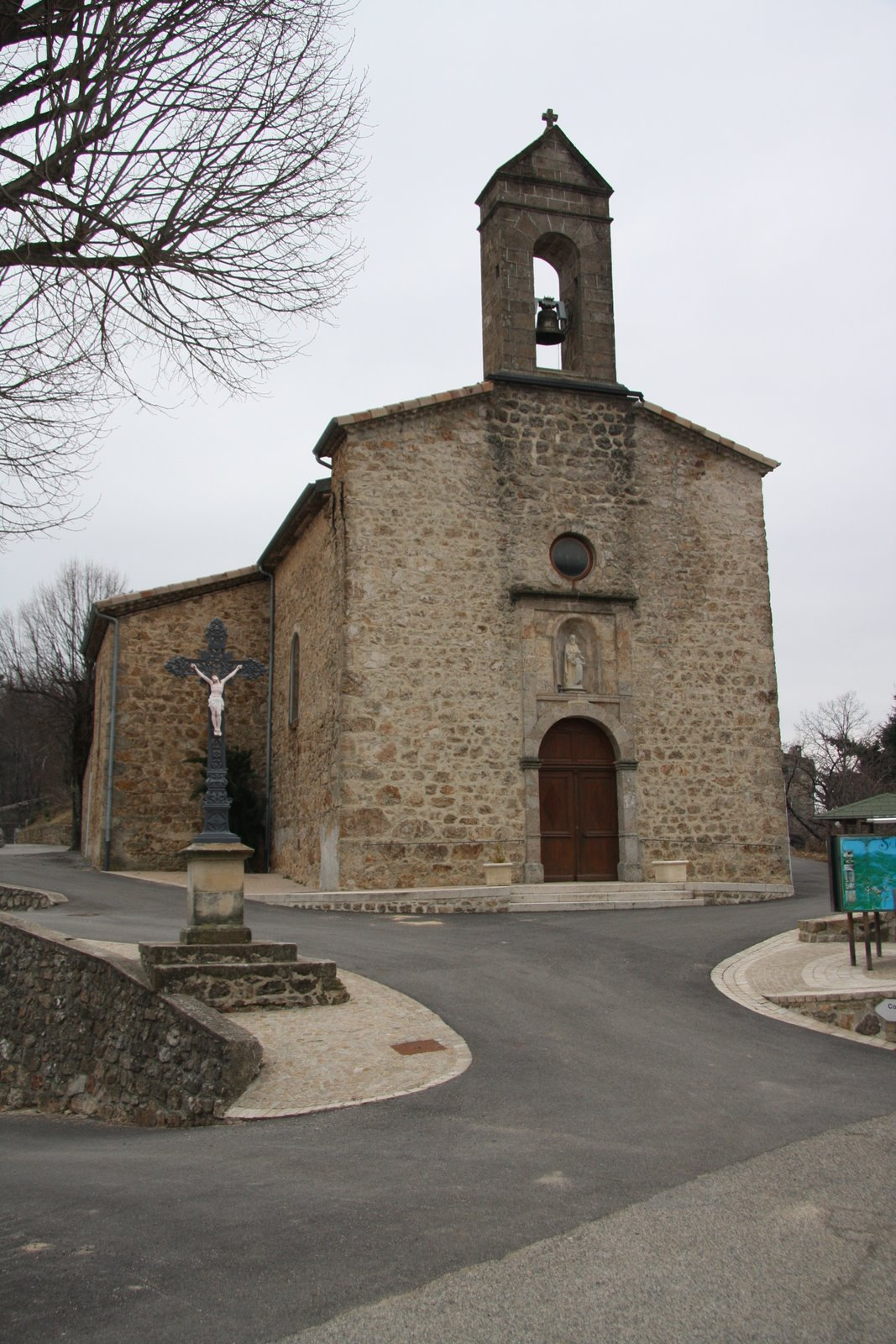
Kościół św. Józefa (2009)

Saint-Joseph-des-Bancs – miejscowość i gmina we Francji, w regionie Owernia-Rodan-Alpy, w departamencie Ardèche.
Według danych na rok 1990 gminę zamieszkiwało 169 osób, a gęstość zaludnienia wynosiła 13 osób/km² (wśród 2880 gmin regionu Rodan-Alpy Saint-Joseph-des-Bancs plasuje się na 1454. miejscu pod względem liczby ludności, natomiast pod względem powierzchni na miejscu 907.).